# معماری قدیمی یزد

## پیشینه تاریخی شهر یزد
یزد اولین شهر خشتی و دومین شهر تاریخی جهان بعد از شهر ونیز ایتالیاست. استان یزد از سرزمین‌های کهن و تاریخی ایران زمین است.
ابن حوقل در کتاب «ایران فی صورة الارض» دربارهٔ یزد می‌نویسد: «از مهمترین شهرهای ولایت اصطخر از سوی خراسان «کثه» است و آن حومه یزد و ابرقویه می‌باشد... اما کثه که حومه یزد است شهری است در کنار بیابان و هوای آن خشک سالم است و مانند شهرهای کوهستانی فراخ نعمت است و روستایی دارد که محصولش ارزان است. بیشتر بناهای آن دراز شکل است و از گل ساخته شده. در آنجا شهری است استوار که قلعه‌ای با دو دروازه آهنین دارد: یکی به نام ایزد(باب ایزد) و دیگری در مسجد(باب‌المسجد) که نزدیک مسجد جامع است. این جامع در ربض قرار دارد و آبهای آن ازقنات تأمین می‌شود...»
در بعضی از منابع بنای اولیه برخی از شهرهای این استان چون (میبد) را به سلیمان پیغمبر، (یزد) را به ضحاک و اسکندر مقدونی و (ابر کوه) را به ابراهیم پیغمبر نسبت داده‌اند. این بیانگر قدمت و دیرینگی پیشینیه تاریخی و فرهنگی سرزمین و مردم این دیار است. مجموعه آثار باستانی پراکنده موجود در این استان نیز به سهم خود گویای این پیشینه تاریخی است. آثاری چون دست افزارهای سنگی بدست آمده از دره‌های شیر کوه، نگاره‌های روی تخت سنگ کوه ارنان، تکه سفال‌های منقوش نارین قلعه میبد – متعلق به دوره ایلامی، غارهای استان و آثار معماری و شهرسازی باستانی و... نشان می‌دهد مدنیت یزد، در چهار کانون باستانی (مهریز و فهرج)، (یزد)، (رستاق و میبد) و (اردکان) متمرکز بود. پژوهشگران این منطقه را که در مسیر شاهراه‌های باستانی (ری – کرمان) و (پارس – خراسان) قرار داشت، جزء سرزمین‌های دوردست مادها شمرده‌اند
احمد بن حسین بن علی کاتب یزدی، می‌نویسد : «هنگامی که عده‌ای از بزرگان ایران در ری علیه اسکندر مقدونی به مخالفت پرداختند، اسکندر آنان را دستگیر کرد و خواست که همراه خود به استخر فارس ببرد، چون به ناحیهٔ یزد رسید، زندانیان را درچاهی محبوس کرد و آن محل را کِثَه (به یونانی یعنی زندان) نامید. پس از اینکه اسکندر یزد را ترک گفت، نگهبانان به کمک زندانیان به آبادانی و عمران یزد همت گماشتند»
برخی از جغرافی نگاران، تاریخ ساخت یزد را به یزدگرد اول، ساسانی نسبت می‌دهند که وجه تسمیه¬ی یزد در ارتباط با نام وی و واژه-ی «یزش» به معنی ستایش و نیایش در زبان فارسی میانه است. بهرام گور نیز در هنگام حرکت خود به سویخراسان چون به ولایت کثه (یزد) رسید، بیماری وی اندکی بهبود یافت و این سرزمین مبارک داشت و دستور داد در آنجا شهری بسازند و چون به نام یزدان می‌ساخت آن را «یزدان گرد» نام نهاد.
چونبهرام گور درگذشت یزدگرد به پادشاهی رسید. وی دو پسر داشت به نام شاه فیروز و شاه بلاس. بعد از مدتی یزدگرد، یزد را به دو فرزندش بخشید و آن دو شهر را بین خود تقسیم کردند. شاه فیروز دو ده در ولایت یزد ساخت، یکی «فیروز آباد مجو مرد» و دیگری «فیروز آباد میبد».
زمانی که انوشیروان به حکومت رسید، یزد را به دختر خود «مهرنگار» بخشید و وی را از مداین به یزد فرستاد و در آنجا ساختمان‌های زیادی ساخت.
در هشت فرسنگی یزد دهی ساخت و آن را «مهرگرد» نام گذاشت و اکنون آن قریه را «مهریجرد» می‌گویند. هم‌چنین در کنارمیبد دهی ساخت و آن را «مهرجرد» نام نهاد و برادر وی «شاه هرمز» در جنب مهریجرد دهی ساخت و آن را «هرمیز» نام گذاشت که اکنون به «خورمیز» شهرت دارد.
پس از انوشیروان خسروپرویز به پادشاهی رسید. وی ولایت یزد را به دو دختر خود به نام‌های ایران دخت و توران دخت بخشید و دستور داد دهی بسازند و آن را «توران پشت» نام نهاد.
توران دخت هشت ماه پادشاهی کرد و بعد درگذشت. بعد از وی ایران دخت به سلطنت رسید. وی نماینده‌ای به نام «ابرند» به یزد فرستاد و به وی دستور داد که بر عمارت و آبادی یزد بیفزاید. ابرند نیز در دو فرسنگی شهر یزد ده جدیدی احداث کرد و آن را «ابرند آباد» نام نهاد.

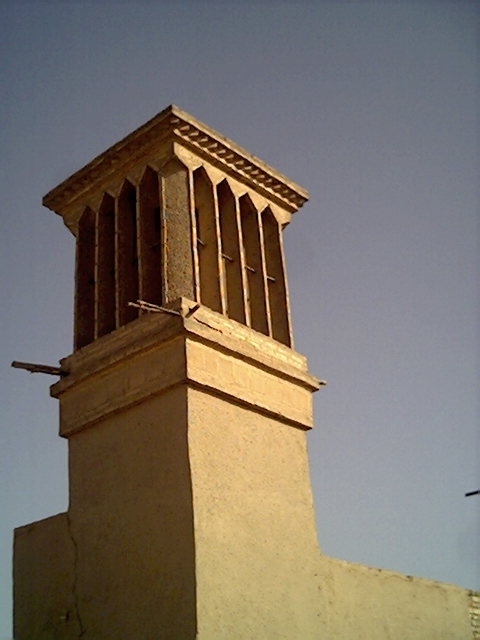
بادگیر

مشخص‌ترین وجهه شهر معماری خاص کویری آن است. بادگیرها، منارهها و گنبدها مشخص‌ترین جنبه ظاهری معماری شهر است. در این معماری از بادگیر برای گرفتن جریان باد و خنک‌کردن فضای ساختمان به کار می‌رفته‌است.
بافت و ساخت معماری ویژهٔ منطقهٔ یزد از بارزترین نمونه‌های معماری خاص اقلیم‌های گرم و خشک در جهان است. تناسب آن با نیازها و شرایط اقلیمی- فرهنگی مردم منطقه، گذشته از زیبایی خاص این معماری، از ویژگی‌های آن است. در مرکز هر محله معمولاً حمام، بازارچه، آب‌انبار، مسجد، حسینیه، لرد، کارگاه‌های کوچک، جوی آب (برای دسترسی به قنات) قرار دارد که بسیاری از این امکانات هنوز پا برجا هستند.

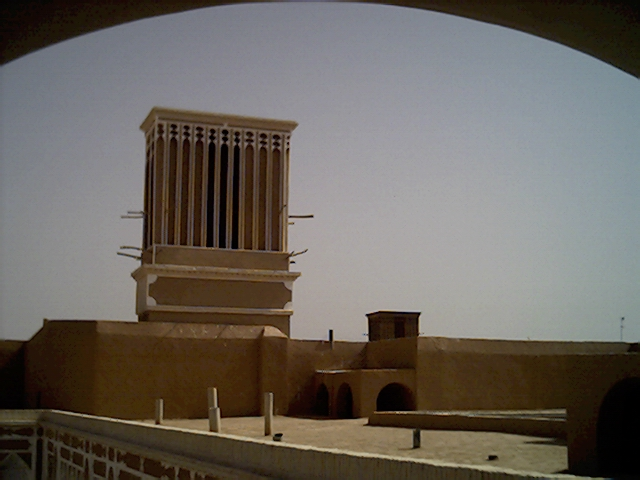
بادگیر

خانه‌های قدیمی در جهت قبله ساخته شده‌اند. با این جهت‌گیری فضاهای تابستانی و اتاق‌های زمستانی به طرزی مفید پیرامون حیاط مرکزی قرار می‌گیرند.

## معماری خانهٔ یزدی
یزد شهری کویری است و به طبع معماری آن نیز با نوع آب و هوا هماهنگ است جهت ساخت خانه‌ها در یزد شمال شرقی به جنوب غربی است و خانه‌ها تقریباً در جهت قبله قرار می‌گیرند
قسمت‌های تابستان‌نشین خانه
1. زیرزمین
2. تالار
3. حوض
4. پایاب
5. طنبی

قسمت‌های زمستان‌نشین خانه
1. طهرانی
2. سه دری
3. پنج دری
4. بالا خانه
5. کرسی خانه

بخش تابستان‌نشین خانه در جبهه قبلی و فضاهای زمستانی در جبهه مقابل و غربی ساخته شده‌است. معمولاً در جبهه
شرقی به دلیل تابش نور غرب، طاقنما و ایوان‌های کوچک ردیف بندی می‌شود . ولی در برخی از خانه‌ها در این جبهه
فضاهای مختلف ساخته شده‌است.فضاهای دیگر مثل هشتی ،مطبخ ،مستراح،حمام ،انبار،چاهخانه و غیره می‌باشند.
حیاط مرکزی اصلی‌ترین فضای خانهٔ یزدی است. حوض آب در وسط حیاط قرار گرفته‌است و باغچه‌ها دور تا دور آن با درختانی که نیاز کمی به آب دارند همچون اَنار، اَنگور، اَنجیر و پسته که علاوه بر سبزی خانه و تأمین سایه و خنکی هوا از خشکی هوا نیز می‌کاهد. در مکتب معماری یزد(حرمت) و (حجاب) یک اصل تلقی می‌شود. حریم خانواده از تجاوز سمعی و بصری به دور است. هیچ خانه اصیل یزدی را نمی‌توان یافت که دید نامحرم به درون آن ممکن باشد. هشتی، کریاس، دالان و دیوارهای بلند، نحوه آرایش و سازماندهی فضاهای گوناگون دورادور حیاط به گونه‌ای است که مفهموم (حجاب) را به کاملترنی وجه نشان می‌دهد، به نحوی که ساکنان خانه به دور از چشم اغیار در آرامش، آسایش، امنیت و ایمنی زندگی می‌کنند. این شیوه طراحی، در عین حال، در تابستان‌های گرم حداکثر سایه را در خانه فراهم می‌کند. اتخاذ روش‌های ساختمانی مناسب، انتخاب مواد و مصالح سازگار با اقلیم، همچون نماسازی با (سیم گل) و دم‌گیری گچی، زیبایی، آسایش، دوام و... به ارمغان می‌آورد. اتاق مهمانخانه در معماری مسکونی یزد سمبل احترام و بزرگداشت میهمان بوده‌است. در خانواده‌هایی که از تمکن مالی برخوردار بوده‌اند یا به اقتضای شغل صاحبخانه، حیاط ویژه و مستقلی برای میهمان در نظر می‌گرفتند، این حیاطهای اختصاصی به (بیرونی) معروفند که در مقایسه با (اندرونی) به معنای فضای کاملاً خصوصی اهل خانه تفکیک و تمی‌زند. خانه‌های تجاری و روحانیون رده بالا به لحاظ ضرورتهای شغلی دارای بیرونی و اندرونی بوده‌است. خانه ملک التجار، خانه شفیع پور (میرزا شفیع)، خانه لاریها، خانه آیت‌الله صدوقی، خانه آسید هاشم آقا (نجفی یزدی)، خانه مرتاض (علی آقا شیرازی)از این نمونه‌است.
از جمله نمونه‌های بارز معماری قرن‌های گذشته محلهٔ فهادان یا یوزداران است که در گویش محلی جنگل یا محل یوزاران نامیده می‌شود. قدمگاه منسوب به علی بن موسی‌الرضا نیز در این گذر واقع شده‌است.
اقلیت‌های دینی نظیر یهودیان بیشتر در محله یهودی‌ها در سمت جنوب مسجد جامع ساکن هستند و کنیسه‌ای دارند. زرتشتیان نیز از جمله در محلّهٔ عیش آباد، محلّهٔ نعیم آباد، کوچهٔ بیوک، محلّه نرسی آباد، محلّهٔ اَهَرستان ساکن هستند.

## حیاط در خانه‌های یزدی
حیاط در لغت به معنای حایط،بستانها،دیوارهاو.. آمده‌است.مفهوم حیاط را می‌توان یک مفهوم متغیر دانست که بسته
به شرایط، ارکان تعریف‌کننده آن تغییر پذیر است.
حیاط در خانه‌های یزد نمود کامل درونگرایی است.در یزد حیاط،محیطی کاملاً متفاوت با فضای بیرون است.در این
باغ کوچک ،ساکنان با کاشتن درختان و گل‌های مانوس با طبیعت یزد،همراه با حوضی کشیده،محیطی مناسب را برای به
سر بردن در روزهای گرم تابستان یزد به وجود آورده‌اند.
افزون بر این ،حیاط عنصر مهم سازماندهی فضاهای گوناگون در فصول مختلف می‌باشد. حیاط در یزد در مواقعی از
سال که هوا سرد یا خیلی گرم نباشد نقش نشیمن دوم را در بین خانواده‌های یزدی پیدا می‌کند.
نقش ارتباطی حرکتی حیاط از ویژگی‌های دیگر آن است.البته حیاط جدا از اینکه می‌تواند نقش ارتباطی را بین فضاها داشته باشد،همچنین به
عنوان منظری برای تک فضاهاعمل نماید،می تواند نقش‌های عملکردی دیگری نیز بپذیرد.فعالیت‌هایی چون خوابیدن در
فضای باز،گردهمایی اعضای خانواده،بازی کودکان و مراسم عروسی و مذهبی و…همه می‌توانند در این فضا اتفاق
بیفتدو حیاط را به فضایی مفید در خانه تبدیل کند.
با توجه به این نکات،بر مبنای وسعت کلی خانه و فضاهای مورد نیاز ابعاد حیاط نیز تغییر می‌کند.
با توجه به کار و طراحی خانه،حیاط‌ها به اندرونی و بیرونی تقسیم شده‌است.خانه‌های یک حیاطه نوع رایج در یزد
بوده و نوع دو حیاطه (اندرونی بیرونی ) نیز تقریباً متداول بوده‌است.

## اجزای یک خانه‌ی یزدی
1. کوجه
2. سردر
3. هشتی
4. دالان
5. حیاط

خصوصی (نارنجستان)
در کتاب فرهنگ مهرازی ایران، نارنجستان چنین تعریف شده‌است: میان سرایی که می‌توان آن را سر پوشیده کرد و در باغچهٔ آن در ختان نارنج و غیره پرورش داد.
حیاط نارنجستان حیاطی کوچک در مجموعهٔ اندرونی بوده که علاوه بر تأمین نور فضاهای اطراف، امکان نگهداری گیاهانی را که نسبت به یخبندان شب‌های زمستان مناطق کویری حساس هستند فراهم می‌کرده‌است. ابعاد کوچک آن و مجاورت با طاق‌ها و توده‌های ساختمانی که در طول روز با انرژی خورشید گرم می‌شدند موجب می‌شده که با تخلیهٔ این انرژی در طول شب، دمای فضای محدود حیاط بالای صفر حفظ شود، و حتی در برخی موارد این حیاط‌ها سقفی با یک سوراخ بزرگ در مرکز دارند که در زمستان‌های خیلی سرد امکان پوشاندن آن با پارچه و جود داشته‌است.
این حیاط‌ها به ندرت در محورهای اصلی بنا و بیشتر در گوشه‌ها و فضاهایی که مشکل نورگیری داشتند ساخته می‌شدند. الگوی معمولی آن‌ها مربع ۹ قسمتی است که در هر وجه آن یک فضای سه دری قرار می‌گرفته یا هشت ضلعی بوده‌اند. در برخی موارد با گوشه سازی، نوعی گنبد ناقص روی آن‌ها ساخته می‌شده، تزیینات این فضا که تحت تأثیر تزیینات اتاق‌ها و فضاهای جانبی هم بوده، به شکل گلویی آجرکاری یا آجر لعاب دار بوده‌است.
عمومی درون(بیرونی)
بیرون خانه(اندرونی)
1. تختگاه
2. تالار
3. بادگیر
4. سه دری

اتاق کار
اتاق خواب
اتاق ناشتا
1. پنج دری
2. ارسی
3. بالاخانه

اتاق کار و خواب
1. پستو
2. آشپزخانه
3. منبع آب
4. آبدارخانه[۲]